# توبیشیما، آیچی
توبیشیما، آیچی (به لاتین: Tobishima, Aichi) یک منطقهٔ مسکونی در ژاپن است که در بخش آما، آیچی واقع شده‌است. توبیشیما ۲۲٫۴۲ کیلومترمربع مساحت و ۴٬۴۴۶ نفر جمعیت دارد.